# Olivier Panis
Olivier Panis (n. 2 septembrie 1966, Lyon, Franța) este un fost pilot de curse francez. În cele 10 sezoane petrecute în Formula 1, Olivier a câștigat o singură cursă în sezonul 1996, în cursa desfășurată în Monaco.

## Cariera în Formula 1
| Sezon | Echipă                   | Puncte      | Loc clasament general |
| ----- | ------------------------ | ----------- | --------------------- |
| 1994  | Ligier Gitanes Blondes   | 9           | 11                    |
| 1995  | Ligier Gitanes Blondes   | 16          | 8                     |
| 1996  | Ligier Gauloises Blondes | 13          | 9                     |
| 1997  | Prost Gauloises Blondes  | 16          | 9                     |
| 1998  | Gauloises Prost Peugeot  | 0           | -                     |
| 1999  | Gauloises Prost Peugeot  | 2           | 16                    |
| 2000  | West McLaren Mercedes    | Pilot teste | -                     |
| 2001  | Lucky Strike BAR Honda   | 5           | 14                    |
| 2002  | Lucky Strike BAR Honda   | 3           | 14                    |
| 2003  | Panasonic Toyota Racing  | 6           | 15                    |
| 2004  | Panasonic Toyota Racing  | 6           | 14                    |
| 2005  | Panasonic Toyota Racing  | Pilot teste | -                     |
| 2006  | Panasonic Toyota Racing  | Pilot teste | -                     |

1. ↑  Olivier Panis, Česko-Slovenská filmová databáze